# Apogon lateralis
Apogon lateralis es una especie de pez de la familia de los apogónidos en el orden de los perciformes.

## Morfología
Los machos pueden llegar a alcanzar los 11 cm de longitud total.

## Distribución geográfica
Se encuentran desde África Oriental hasta Samoa y Taiwán. También en las Islas Marianas y las Carolinas.